# بيبر دينيس
بيبر دينيس (بالإنجليزية: Pepper Dennis)‏، هو مسلسل تلفزيوني كوميدي درامي أمريكي، تم بثه على The WB من 4 أبريل إلى 4 يوليو 2006.
تم الإعلان في 17 مايو 2006 أن «بيبر دينيس» لن يكون أحد عروض WB التي تم نقلها إلى ذا سي دبليو.

## أحداث المسلسل
يتحدث البرنامج، عن الحياة اليومية لمراسلة جميلة وطموحة تسعى لترقية تصبح من خلالها إحدى مذيعات القناة المرموقة التي تعمل لديها في مسلسل «بيبر دينيس».
تعتبر بيبر العمل أولى أولوياتها، لكنها ومع ذلك تحظى بالكثير من الأصدقاء المقربين كخبير تجميل المحطة كيمي " Kimmi" والمصور "Chick" الذي يميل نحوها محاولاً ألا يشعرها بذلك. يؤثر دلال المراسلة الجميلة على حياتها اليومية، خصوصاً بعد انتقال شقيقتها كاثي "Kathy" للعيش معها مؤخراً.
تزداد حياتها تعقيداً عندما تكتشف أن الفتى الذي أقامت معه علاقة غرامية مؤخراً قد أصبح مديرها الجديد الذي دمر حلمها القديم. تحاول بيبر أن تحتقر مديرها تشارلي بابكوك (Charlie Babcock) وتعامله بطريقة سيئة، لكنه يحرجها بذكاءه وجماله وخفة ظله وحبه الذي يتيح لها الكثير من الرومانسية في العمل.
تستغل الفتاة أوقات فراغها بطريقة غريبة، حيث تعمل مع أصدقاءها على مجاملة أو استفزاز أبرز ضيوف القناة التي يعملون فيها، بل أنهم يبحثون أحياناً عن فتى أحلامهم عله يكون أحد ضيوف الأخبار.

## وصلات خارجية
- بيبر دينيس على موقع IMDb (الإنجليزية)
- بيبر دينيس على موقع ميتاكريتيك (الإنجليزية)
- بيبر دينيس على موقع روتن توميتوز (الإنجليزية)
- بيبر دينيس على موقع كينوبويسك (الروسية)
- بيبر دينيس على موقع ألو سيني (الفرنسية)
- بيبر دينيس على موقع قاعدة بيانات الفيلم (الإنجليزية)